# لادهوم الكلاسيكي 2015
لادهوم الكلاسيكي 2015 (بالفرنسية: Drôme Classic 2015 )‏ هو سباق دراجات هوائية، وهو الموسم رقم 2 من نفس السباق، وأقيم في 1 مارس 2015، وامتدّ لمسافة 189.4 كيلومتر، وهو أحد سباقات طواف أوروبا للدراجات 2015، وهو من نوع منافسة رياضية، وقد شارك في السباق 151 متسابقاً، ووصل إلى نهايته 89 متسابقاً.
فاز فيه بالمركز الأول سامويل دومولين، وبالمركز الثاني فابيو فلين، وبالمركز الثالث Sébastien Delfosse ‏.

## الفرق
| فرق عالمية (7)- AG2R La Mondiale - BMC Racing - Etixx-Quick Step - FDJ - Lotto NL-Jumbo - Orica-GreenEDGE - Trek Factory Racing فرق قارية محترفة (9)- أندروني جوكاتولي-سيدرمك 2015 ‏ - Bretagne-Séché Environnement - كاجا رورال-سيغوروس 2015 ‏ - Cofidis, Solutions Crédits - Colombia (cycling team) ‏ - Europcar - سبورت فلاندرين بالويس 2015 ‏ - UnitedHealthcare Pro Cycling (men's team) ‏ - Wanty-Groupe Gobert فرق قارية (4)- أرمي دي تير 2015 ‏ - إتش بي بي تي بي – أوبير 93 ‏ - ديلكو ‏ - بنجوال باوليز ساوكس دبليو بي ‏ |  |
| |  |

## وصلات خارجية
- الموقع الرسمي
- لادهوم الكلاسيكي 2015 على موقع إحصائيات الدراجات الإحترافية (الإنجليزية)